# Radu Bădescu
Radu Bădescu (n. 1904) a fost un matematician român, specialist în analiză matematică și mai ales în aplicațiile acesteia în domeniul tehnologiei.

## Biografie
S-a născut la Roman.  A efectuat studiile secundare la liceul "Matei Basarab" din București, pe care l-a absolvit în 1922.
Începe să studieze ingineria la Charlottenburg, dar, din motive de sănătate, continuă studiile la Universitatea din Cluj.
După ce, în 1926, obține licența, este numit ca asistent la Laboratorul de Mecanică și Geometrie din cadrul aceleiași universități.
În 1927 este numit profesor de matematică la Școala Normală din Pitești.
Își continuă studiile la Geneva și apoi la Paris, ca în 1929 să își ia doctoratul la Geneva, unde un an mai târziu, obține și titlul de docent și predă un curs de lecții introductive de analiză funcțională.
În 1935 preia Catedra de Matematici Generale și Mecanică la Academia de Înalte Studii Agronomice din Cluj, ca trei ani mai târziu să fie profesor agregat la Catedra de Mecanică a Universității din Cluj.
În 1941 devine profesor de matematică la Facultatea de Agronomie din București.
În 1948 intră ca profesor de mecanică și rezistența materialelor la Institutul Industriei Alimentare, ca apoi să devină șef de catedră la Institutul de Mine din București, iar în 1957 la Institutul de Transporturi, iar un an mai târziu devine șef de catedră la Institutul Politehnic București.
Este membru al Societății de Științe din Franța, membru al Uniunii Matematice din Bologna.
În 1932 a participat la Congresul Internațional al Matematicienilor la Zürich, în 1936 la Oslo, în 1937 la Congresul Interbalcanic al Matematicienilor.

## Contribuții
A studiat ecuațiile integrale, ecuațiile funcționale, funcțiile de o variabilă complexă, ecuațiile cu derivate parțiale și probleme de mecanică, ecuațiile integrale de tipul Browne, Abel, Picard, Fredholm.

## Scrieri
Cea mai valoroasă scriere a sa este: Introducere în studiul ecuațiilor funcționale, alternativa lui Fredholm (Editura Tehnică, București, 1959).
În perioada 1927 - 1953, i-au apărut o serie de cursuri litografiate.
În 1944 a descris biografia și activitatea fostului său profesor, Gheorghe Bratu.